# Ellen D. Williams
 (octobre 2019).
Ellen D. Williams est une actrice américaine. 

## Biographie
Ellen D. Williams naît à Santa Monica, États-Unis d'une mère d'origine philippine, chinoise et espagnole, et d'un père d'origine anglaise, irlandaise et écossaise.
Ellen D. Williams a obtenu un diplôme en art théâtral à l'Université d'État de Californie à Long Beach.
En 2011, Ellen D. Williams obtient un rôle qui va la faire connaitre dans la série How I Met Your Mother, où elle incarne Patrice. Depuis, elle est apparue dans plusieurs films et série tel que The Mindy Project, Life in Pieces, Esprits criminels, The Real O'Neals, Pitch ou encore Kevin from Work. En 2016, elle donne la réplique à Zach Galifianakis dans Baskets, dans le rôle de Nicole Baskets.

## Filmographie

### Cinéma
- 2004 : When a Telemarketer Calls : Sandy Gibb
- 2005 : Monster In My Pants : Mary Roundfirmenhigh
- 2008 : Brown Soup Thing : Cousin Ellen
- 2012 : Salesgirl : Donna

### Télévision
- 2011-2014 : How I Met Your Mother : Patrice
- 2015 : Kevin from Work : Liz
- 2016 :Baskets : Nicole Baskets
- 2016 : Pitch : Producteur
- 2016 : Esprits Criminels : M.E. Dawn Durboraw
- 2016 : The Real O'Neals : Joyce
- 2017 : The Mindy Project : Dr. Irene Lee
- 2017 : You're the Worst : Associé du Casting
- 2017 : Brooklyn Nine-Nine : Helgata
- 2018 : Life in Pieces : Shelley